# Корби (Сомма)
Корби (фр. Corbie) — коммуна на севере Франции, регион О-де-Франс, департамент Сомма, округ Амьен, центр одноименного кантона. Расположена в 10 км к юго-востоку от Амьена, в 7 км от автомагистрали А29. На западе коммуны находится железнодорожная станция Корби линии Париж-Лилль.
Население (2018) — 6 307 человек.

## История
Город Корби вырос вокруг одноименного аббатства, построенного здесь в 657-660 гг. по приказу королевы-регентши Батильды, вдовы короля франков Хлодвига II. Его скрипторий был одним из самых известных в Западной Европе центров создания иллюстрированных манускриптов. Приблизительно в 780 г. здесь был впервые внедрён каролингский минускул, основной тип письменности во Франкском государстве (позднее и за его пределами). 
Библиотека аббатства была известна своим собранием рукописей XI-XII веков. В 1636 году французы после трехмесячной осады отобрали город у Испании, и через два года по приказу кардинала Ришельё собрание рукописей аббатства было вывезено из Корби в Париж и помещено в хранилище аббатства Сен-Жермен-де-Пре, разграбленное во время Великой Французской революции в конце XVIII века.

## Достопримечательности
- Аббатство Корби, основанное в VII веке
- Церковь Успения Богоматери (Notre-Dame de l'Assomption) XV-XVI веков в стиле пламенеющая готика
- Здание мэрии XIX века в стиле неоготика
- Краеведческий музей Корби

## Экономика
Структура занятости населения:
- сельское хозяйство — 0,7 %
- промышленность — 16,2 %
- строительство — 4,5 %
- торговля, транспорт и сфера услуг — 27,6 %
- государственные и муниципальные службы — 50,9 %

Уровень безработицы (2017) — 15,7 % (Франция в целом — 13,4 %, департамент Сомма — 15,9 %). 

Среднегодовой доход на 1 человека, евро (2018) — 20 020 (Франция в целом — 21 730, департамент Сомма — 20 320).

## Демография
Динамика численности населения, чел.

## Администрация
Пост мэра Корби с 2020 года занимает Людовик Габрель (Ludovic Gabrel). На муниципальных выборах 2020 года возглавляемый им левый список победил в 1-м туре, получив 54,85 % голосов.
| Период | Период | Фамилия         | Партия                        | Примечания             |
| ------ | ------ | --------------- | ----------------------------- | ---------------------- |
| 1965   | 1989   | Жан Трюкен      | Социалистическая партия       | работник компании GEDA |
| 1989   | 2020   | Ален Бабо       | Союз демократов и независимых | физиотерапевт          |
| 2020   |        | Людовик Габрель | Разные левые                  | машинист поезда        |

## Знаменитые уроженцы
- Святая Колетта (1380-1446), святая Католической церкви

## Города-побратимы
- Пикеринг, Великобритания
- Хёкстер, Германия

## Галерея

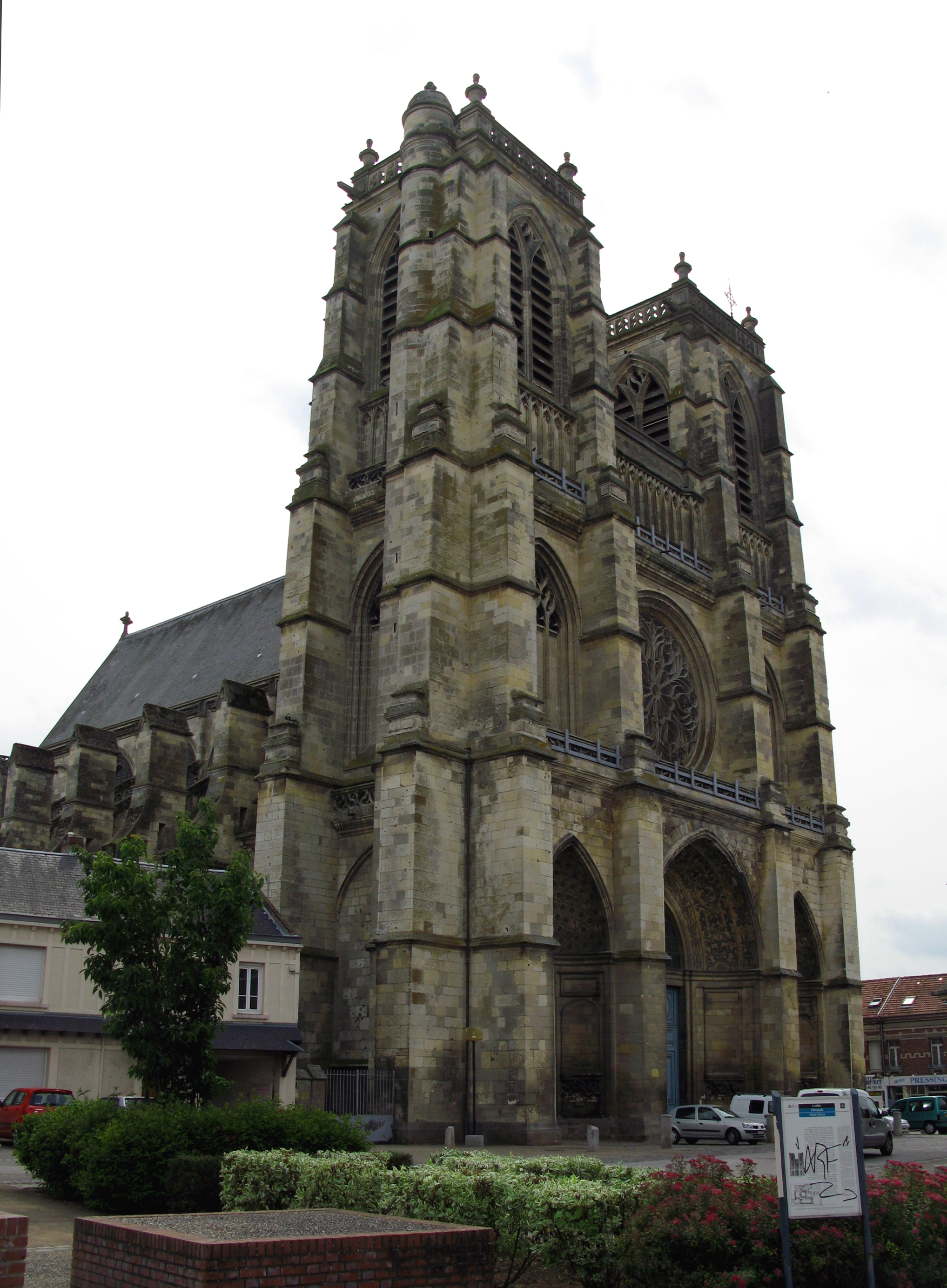
Церковь аббатства Корби
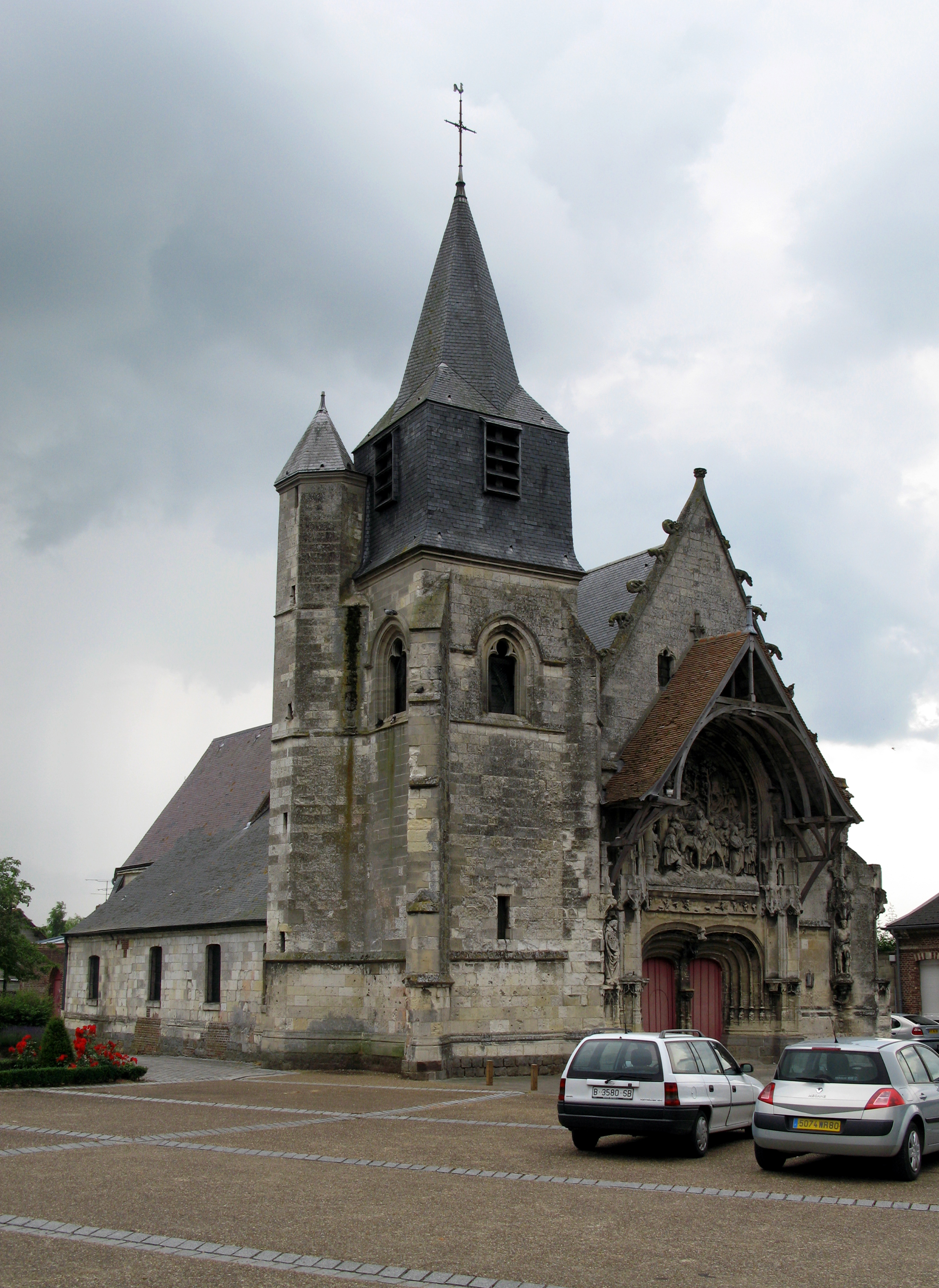
Церковь Успения Богородицы
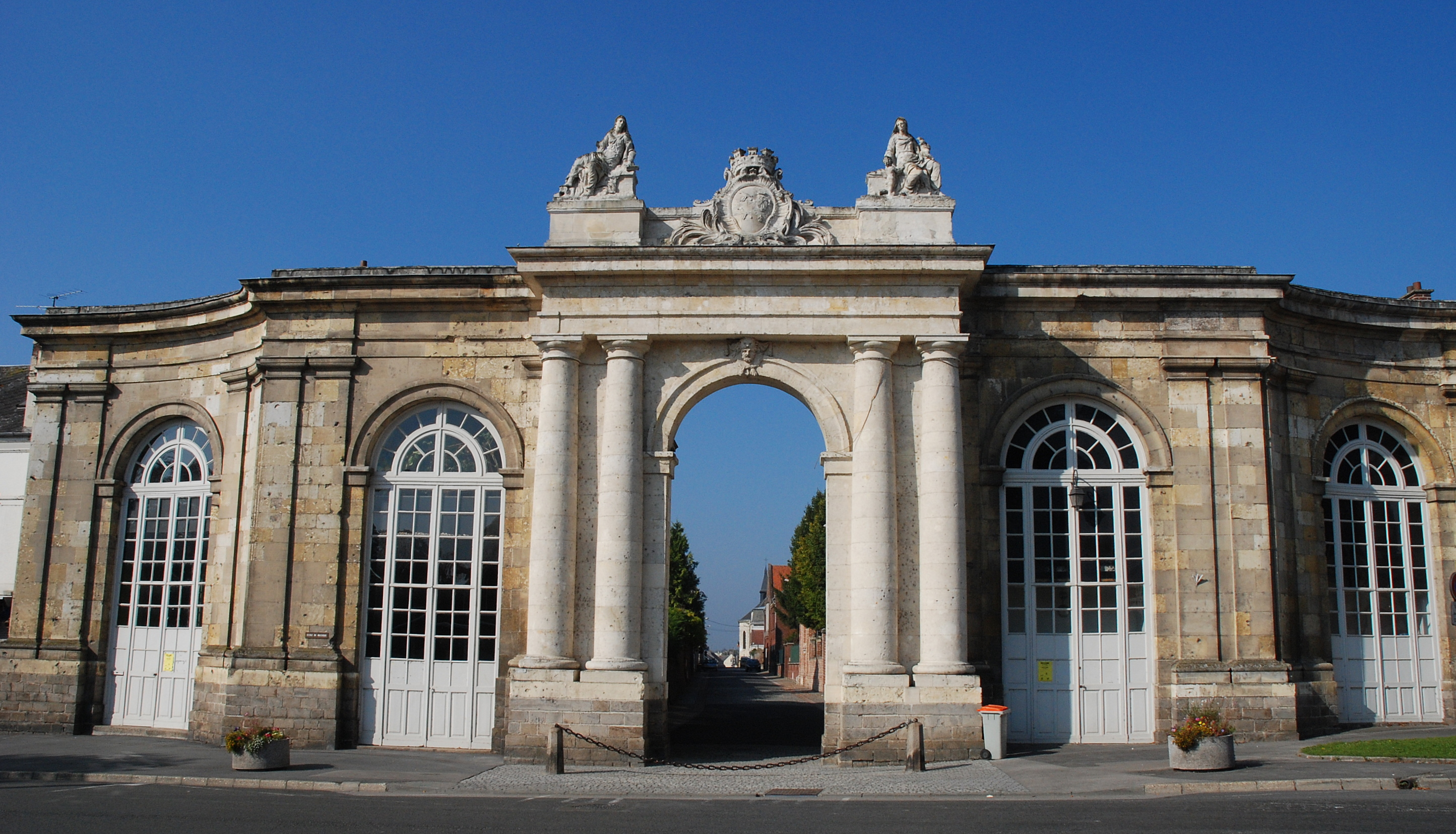
Парадные ворота аббатства Корби

1. 1 2  база данных о французских коммунах — Национальный географический институт Франции, 2015.